# 曹又尹
曹又尹（そう ゆういん、Cao Youyin、1987年2月16日 - ）は、中国の囲碁棋士。四川省出身、中国囲棋協会に所属、三段。旧名曹呈。全国囲棋個人戦優勝3回など。

## 経歴
成都市生まれ。1998年全国少年児童戦児童女子組優勝。2000年初段、全国囲棋個人戦で5位。2001年全国少年児童戦少年女子組優勝、2001年蜻蛉文具杯女子快棋戦準優勝。2003年全国囲棋個人戦2位。2004年正官庄杯世界女子囲碁最強戦出場、国家少年女隊入り（2005年まで）。2005年二段。2006年大理旅遊杯世界女子プロ囲碁選手権戦ベスト8。2007年建橋杯女子新人王戦優勝、遠洋地産杯世界女子プロオープン戦ベスト8。2008年ワールドマインドスポーツゲームズ女子個人戦ベスト8。2009年三段。
2010、11年、全国囲棋個人戦女子組で連続優勝。2014年穹窿山兵聖杯世界女子囲碁選手権ベスト8、建橋杯女子囲棋公開戦優勝。2016年新奥杯世界囲碁オープン戦出場。
中国棋士ランキングでは2013年122位。2017年には韓国女子囲碁リーグに出場。

### タイトル歴
- 建橋杯女子新人王戦 2007年
- 全国囲棋個人戦 2010-11、13年
- 建橋杯女子囲棋公開戦 2014年

### その他の棋歴
国際棋戦
- 正官庄杯世界女子囲碁最強戦
  - 2004年 0-1（×李玟眞）
  - 2009-10年 2-1（○朴紹炫、○梅沢由香里、×金惠敏）
- 黄龍士双登杯世界女子囲棋勝抜戦
  - 2014年 0-1（×金惠敏）
  - 2015年 0-1（×崔精）
- おかげ杯国際新鋭対抗戦 2014年団体戦準優勝、女子個人戦準優勝
- IMSAエリートマインドゲームズ 2016年女子個人戦4位

国内棋戦・その他
- 蜻蛉文具杯女子快棋戦 2001年準優勝
- 全国囲棋個人戦 2位 2003年、3位 2007年、5位 2000年
- 全国女子囲棋精英戦 2008年2位
- 全国智力運動会 女子個人戦4位 2009年、男女ペア戦優勝 2011年（孫騰宇とペア）
- 建橋杯女子囲棋公開戦 準優勝 2011年
- 中華人民共和国全国運動会 2017年女子個人戦3位
- 百霊杯戦 2005-06年 2-2、2008年 2-2、2011年 0-1（×劉小光）
- 全国囲棋選手権戦女子団体戦
  - 2009年（北京中信建設）
  - 2010年（北京中信建設）
  - 2012年（北京連众游戯隊）5-2
  - 2013年（北京中信建設）4-3
- 中国女子囲棋甲級リーグ戦
  - 2013年（北京中信置業）9-5
  - 2014年（北京中信置業）4-10
  - 2015年（北京棋院）
  - 2016年（北京棋院）
  - 2017年（夢百合北京）
- 韓国女子囲碁リーグ
  - 2017年（京畿湖畔建設）4-3